# Giovanni Galbaio
Giovanni Galbaio – doża wenecki od 787 do 804.
Był synem Maurizia Galbaio, doży Wenecji.